# عارف باشاييف
عارف مير جلال أوغلو باشايف (بالأذربيجانية:Arif Paşayev) - عالم أذربيجاني، أكاديمي في أكاديمية العلوم الوطنية الأذربيجانية، دكتور في العلوم الفيزيائية والرياضية، حائز على جائزة الدولة في جمهورية أذربيجان الاشتراكية السوفيتية (1991)، رئيس أكاديمية الطيران الوطنية. 

## حياته
ولد عارف باشاييف في مدينة باكو في 15 فبراير عام 1934. تخرج من كلية الإذاعة الفيزيائية لمعهد أوديسا للهندسة الكهربائية والاتصالات.
بدأ عمله في معهد الفيزياء التابع لأكاديمية العلوم في أذربيجان في 1959.
وكان طالب دراسات عليا في معهد «جيديرميت» في موسكو.
قدم أطروحته حول موضوع «معالجة الأجهزة وطريق عدم الاتصال لقياس معلمات أشباه الموصلات في ترددات عالية وعالية للغاية» في عام 1966، وحصل على دكتوراه في العلوم في 1978.
انتخب عضوا في الأكاديمية الوطنية للعلوم في أذربيجان عام 1989، وزميل في 2001. وحصل على وسام وسام «شهرة» أذربيجان في 5 فبراير 2004. وفي عام 2009 حصل على جائزة «شراف» لمساهمته في تطوير العلوم والتعليم في أذربيجان.
وقع الرئيس الأذربايجاني إلهام علييف مرسوما حول منحه وسام «استقلال»، عام 2014. ألّف عارف باشايف أكثر من 300 من الأعمال العلمية المنشورة و 35 شهادة حق المؤلف وبراءات الاختراع.

## جوائزه
- جائز الدولة لأذربيجان في جمهورية أذربيجان الاشتراكية السوفيتية، 1991
- عالم مكرر لجمهورية أذربيجان 14 ديسمبر، 2005
- وسام «استقلال» 14 فبراير، 2014
- وسام «شهرة» 2004
- وسام "شرف" 2009